# Don Valley Parkway
La Don Valley Parkway (llamada frecuentemente "DVP" o simplemente "The Parkway") es una autopista que discurre dentro de la ciudad canadiense de Toronto, ciudad que la administra. Se llama así por correr paralela al valle del río Don. La Don Valley discurre en sentido norte-sur, se inicia al norte de la Highway 401 y termina al sur de la Gardiner Expressway. Continúa en dirección norte bajo la denominación de Highway 404. Conecta el centro financiero de Toronto con las regiones septentrionales de la ciudad y con las ciudades del norte.
La Don Valley Parkway es una de las vía públicas más transitadas de Toronto, y los atascos son muy comunes en ambos sentidos, diariamente, en todo el tramo de la vía. Estos atascos han hecho que se ganara el apodo de Don Valley Parking Lot (Aparcamiento Don Valley).
La Don Valley Parkway fue inaugurada en 1961, entre la Bloor Street / Bayview Avenue y la Eglinton Avenue. Durante los años siguientes fue sucesivamente expandida: en 1964, hasta la Sheppard Avenue y la Gardiner Expressway, y en 1977, hasta la Steeles Avenue. El tramo norte de la Highway 401, sin embargo, lo administra actualmente la provincia de Ontario, con la denominación de Highway 404.